# 欣的記憶
《欣的記憶》是台灣歌手許慧欣的首張EP加影音精選輯，於2008年7月11日推出。曾計劃於2007年左右推出，當時定位為一張新專輯，名為《愛·極限》，但因為許慧欣腰傷復發影響錄音工作，而須一再延期，至2008年決定在同年7月11日發行這張EP加影音精選輯。而專輯《愛·極限》延期足足一年至2009年5月推出。
由於2007年腰傷復發的關係，許慧欣的歌唱事業不得不暫時放下，但她依然錄製了3首動聽的單曲獻給歌迷，EP裏還附贈了3首新歌及12首歷年主打歌的DVD音樂錄影帶。

## MV
| 歌名     | 導演    | 附註       |
| -------- | ------- | ---------- |
| 記憶鋼琴 | 比爾賈  | 首波主打   |
| 萬眾矚目 | 林炳存  | 第二波主打 |
| 純屬意外 | ARAKARA | 第三波主打 |

## 曲目
| CD       | CD       | CD          | CD          | CD       | CD       | CD                                    | CD    |
| 曲序     | 曲目     |             | 作曲        | 编曲     | 製作人   | 备注                                  | 时长  |
| -------- | -------- | ----------- | ----------- | -------- | -------- | ------------------------------------- | ----- |
| 1.       | 記憶鋼琴 | 易家揚      | 伍思凱      | 吳慶隆   | 郭建良   | 第一主打歌                            | 3:34  |
| 2.       | 萬眾矚目 | 嚴云農 Evan | 曾彙諧 Bjun | 任中強   | 郭建良   | 第二主打歌 遠東百貨2008年度廣告主題曲 | 3:17  |
| 3.       | 純屬意外 | 小寒        | 桀苙 田曉梅 | 張光磊   | 郭建良   | 第三主打歌 電影《頭彩冤家》中文宣傳曲 | 4:00  |
| 总时长： | 总时长： | 总时长：    | 总时长：    | 总时长： | 总时长： | 总时长：                              | 10:52 |

| DVD  | DVD                  |
| 曲序 | 曲目                 |
| ---- | -------------------- |
| 1.   | 記憶鋼琴（MV）       |
| 2.   | 萬眾矚目（MV）       |
| 3.   | 純屬意外（MV）       |
| 4.   | 快樂為主（MV）       |
| 5.   | 愛情抗體（MV）       |
| 6.   | 兩個人的下雪天（MV） |
| 7.   | 孤單芭蕾（MV）       |
| 8.   | 忽然很想你（MV）     |
| 9.   | 失戀不敗（MV）       |
| 10.  | 七月七日晴（MV）     |
| 11.  | 大風吹（MV）         |
| 12.  | 萬中選一（MV）       |
| 13.  | 詩‧水蛇‧山神廟（MV） |
| 14.  | 陪你等天亮（MV）     |
| 15.  | 威尼斯迷路（MV）     |

## 唱片版本
- CD+DVD平裝盤

## 得獎紀錄
- 中國音樂聯播榜冠軍-記憶鋼琴

## 外部連結
- KKBOX: 許慧欣 (Evonne Hsu)  欣的記憶 （页面存档备份，存于）